# Acraea piva
Acraea piva är en fjärilsart som beskrevs av Achille Guenée 1864. Acraea piva ingår i släktet Acraea och familjen praktfjärilar. Inga underarter finns listade i Catalogue of Life.